# Jesper Dahl Caruso
 Der er flere personer med dette navn, se Jesper Dahl.
Jesper Dahl Caruso (født 28. juli 1964 i København, død 27. marts 2020) var en dansk journalist og tidl. redaktør.
Caruso blev HF-student fra Statens HF i 1983, havde bifag i statskundskab fra Aarhus Universitet i 1989-1991 og var uddannet journalist fra Danmarks Journalisthøjskole i 1992-1996. Praktiktiden tilbragte han på Politiken.
Han arbejdede i 1996 på Ritzaus sportsredaktion, men kom i sommeren 1996 til Berlingske Tidende, hvor han først arbejdede som redaktionssekretær og senere som ledende redaktionssekretær. Senere blev han temaredaktør på Berlingske Søndag, forsidemand og i to år nyhedsredaktør på erhvervsredaktionen. Fra januar 2001 til september 2008 sad han i Berlingske Tidendes ledelse og var avisens sportsredaktør. Fra september 2008 til 31. december 2010 arbejdede Caruso som skrivende journalist i Berlingske Tidendes gravegruppe. Fra januar 2011 til november 2014 var Caruso ansat som journalist i gravegruppen og på TV 2/Nyhederne. Fra 1. november 2014 var Jesper Caruso pressechef i Energi-, Forsynings- og Klimaministeriet under først Rasmus Helveg Petersen og siden Lars Chr. Lilleholt.

## Privat
Privat havde Caruso 4 børn: Døtrene Amanda Sofia Caruso (født 1994) og Liva Victoria Caruso (født 1998). Samt Vilas Faurfelt-Caruso (født 2013) og Clara Faurfelt-Caruso (født 2015) med DR-journalist Rikke Faurfelt.